# Ditlev Ludvig Rogert
Detlev "Ditlev" Ludvig Rogert (11. april 1742 i Utterslev, Lolland – 9. marts 1813 i Rønne) var en dansk landsdommer og musikdilettant.
Han var søn af sognepræst Poul Rogert og hustru født Müller. 17 år gammel blev han student fra Nakskov lærde Skole og gav sig til at studere teologi, men efter at være blevet kandidat opgav han dette fag og tog 1774 juridisk eksamen. 1782 udnævntes han til vicelandsdommer og 1784 til landsdommer på Bornholm, 1801 tillige til landstingshører og -skriver. Han døde i Rønne 9. marts 1813. I bekendtgørelsen om hans død kalder sønnen C.B. Rogert, senere kancelliråd og rådmand i Helsingør, ham landsdommer og bonde på Bornholm. Han var forfatter til nogle skrifter, dels af historisk, dels af landøkonomisk indhold. Han gjorde sig fortjent ved at indføre hvedeavlen på øen.
Rogert hørte til Johannes Ewalds omgangsvenner. Han var meget musikalsk, spillede violin og havde lagt sig en del efter musikkens teori. Flere danske musikere og musikforskere tilskrev i 1800-tallet Rogert melodien til Kong Christian stod ved højen Mast. I dag mener man dog, at Rogert muligvis kan have lært brødrene C.F. og P.C. Bast og Ewald melodien, men at Rogert næppe er dens ophavsmand. Melodien er formentlig en vandremelodi.
Han blev gift 3. august 1785 i Rønne med Christiane Antoinette Nansen (29. juni 1758 i Tranderup, Ærø - 29. august 1796 i Klemensker), datter af kaptajn, senere oberstløjtnant og kommandant på Bornholm Hans Michelsen Nansen (1723-1787) og Louise von Berbandt (1739-1766).
Rogert er begravet i Rønne. Han er gengivet i en silhouet af C. Limprecht (ca. 1782, Det Kongelige Bibliotek) og efter denne silhouet af C. Bayer (Det Nationalhistoriske Museum på Frederiksborg Slot). Der er rejst en mindesten i Almindingen.